# Křížová cesta (Volary)
Křížová cesta ve Volarech na Prachaticku se nachází přibližně 1,5 kilometru severovýchodně od centra města při cestě na vrch Kamenáč.

## Historie
Křížová cesta je tvořena čtrnácti zastaveními, z toho je 12 výklenkových kapliček a dvě zastavení. Dochované dioritové kapličky pocházejí z 80. let 19. století a jsou provedeny v novogotickém stylu. Ve výklenku kapliček původně byly plastické reliéfy s figurálními výjevy, které byly vyvedeny v barvách a pořízeny byly v Mnichově.
Od jedenácté kapličky vede do svahu široké kamenné schodiště lemované stěnou skalní soutěsky. Vrchol schodiště je po stranách završen podstavci soch Panny Marie a svatého Jana Evangelisty, které roku 1821 dala zhotovit Františka Sitterová, manželka bývalého starosty. Sochy jsou zhotoveny z organogenního vápence, pro své poškození jsou jejich torza uložena ve volarském muzeu spolu s fragmentem sousoší Bičovaného Spasitele z přilehlé barokní kaple.
Kříž v nejvyšším místě nad schodištěm je dvanáctým zastavením a zpodobňuje výjev "Ježíš na kříži umírá". Od kříže vede cesta k dioritové kapličce č. 13 představující předposlední zastavení "Ježíš snímán z kříže". Odtud vede cesta ke 14. zastavení, kterým je skalka s Božím hrobem. Uvnitř jeho zdobeného výklenku se nachází kamenná socha Krista, ve výklenku je uvedeno datování rokem 1901 a jméno donátora.
Po roce 1945 poutní místo chátralo a reliéfy z kapliček byly poničeny jako první. Zbytek jedné plastiky z výklenku kapličky je uchováván v krajanském spolku rodáků. Koncem 20. století se sice podařilo do kapliček instalovat další keramické desky, nicméně zřejmě došlo k nějaké technologické chybě, nebo zapůsobily povětrnostní podmínky, a jednotlivé desky se začaly rozpadat.
Roku 2008 byly provedeny restaurátorské práce Janem Koreckým a Lukášem Hosnedlem. Vysoký kamenný kříž byl doplněn o vrcholovou část a osazen sochou Krista, podstavce soch byly nakonzervovány, socha Ježíše Krista v Božím hrobě restaurována a výklenek opatřen kovanou mříží. V roce 2011 vypsalo město Volary výběrové řízení na zhotovení obrazů do kapliček křížové cesty, v němž byla vybrána výtvarnice Vladimíra Fridrichová Kunešová. K realizaci obrazů došlo o tři roky později, po získání dotace. Obrazy jsou olejomalby na plechu o rozměrech 40 cm krát 60 cm. Obrazů je dvanáct, protože dvanácté zastavení je socha Ukřižování a poslední je skulptura Božího hrobu. Krucifix byl doplněn sochami Panny Marie a svatého Jana Evangelisty, které byly odhaleny 29. září 2015.
Z centra města byly ke křížové cestě na Kamenáči vysázeny dvě aleje. Jedna vychází od kapličky u pivovaru, druhá vede pod hřbitovem. Spojují se u výklenkové kaple stojící zhruba v polovině cesty od kostela k vrcholu křížové cesty.

## Galerie

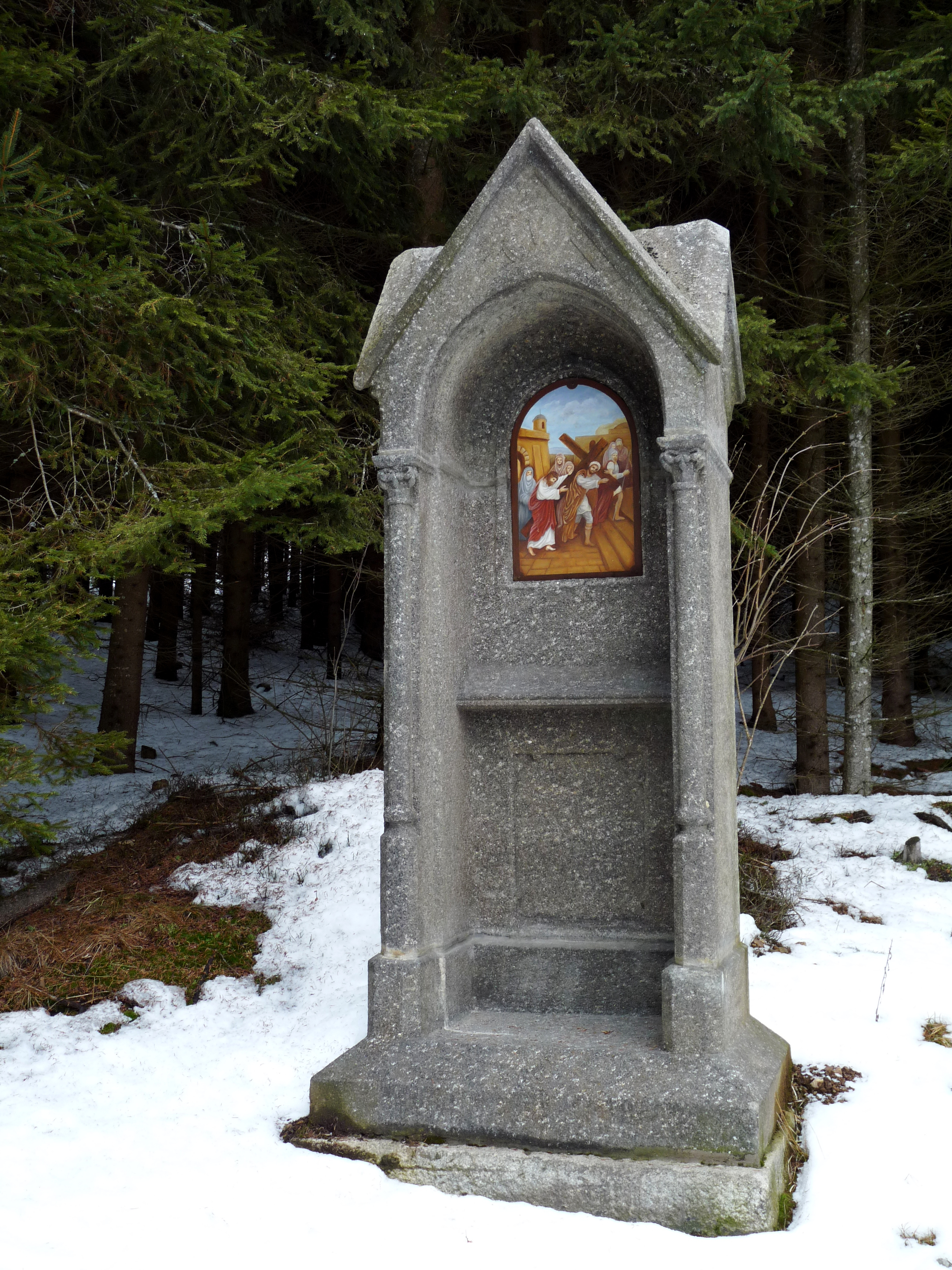
Zastavení křížové cesty ve Volarech
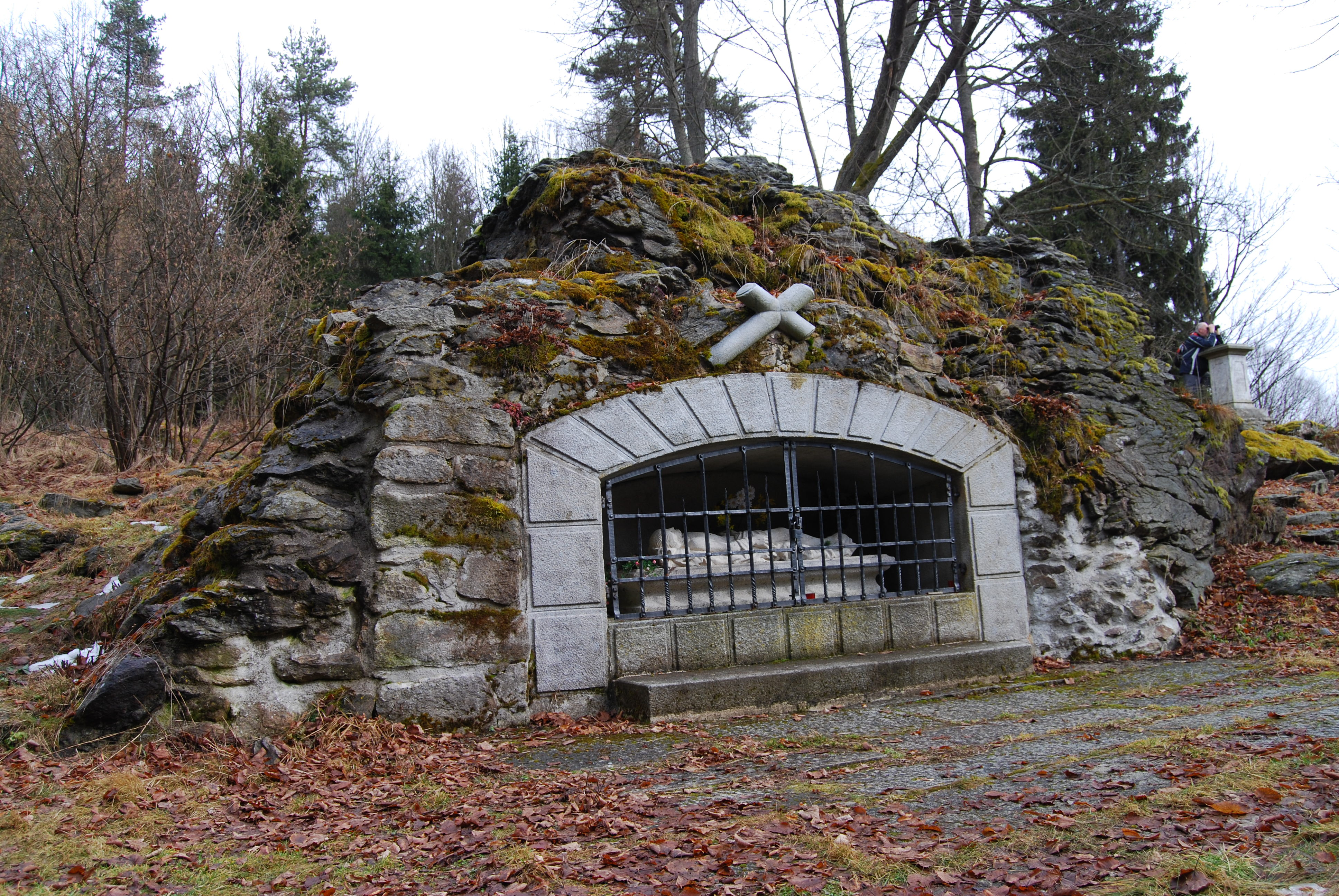
Boží hrob